# Elsevier
Elsevier — одна з найбільших видавничих компаній світу, яка щорічно випускає близько чверті всіх статей, що публікуються в наукових журналах. Заснована 1880 року в Амстердамі (Нідерланди). Назва походить від прізвища родини Ельзевірів, видавців з Нідерландів (Lodewijk Elzeverius, Elzevier). Тепер є підрозділом видавничого холдингу RELX (раніше Reed Elsevier).
Ринкова капіталізація у 2008 році холдингу Reed Elsevier становив понад 26 млрд доларів США. За цим показником він займав 340-е місце в списку найбільших компаній світу за версією рейтингу FT 500. Reed Elsevier представлений також у рейтингу FT 500 у своїй галузі (Media), перебуваючи на сьомій позиції за розмірами ринкової капіталізації.
Elsevier є провідним комерційним видавцем науково-технічної інформації у світі, випускає понад 2000 наукових журналів і надає доступ до 9,5 млн наукових статей на своєму електронному інтернет-порталі ScienceDirect. Elsevier випускають такі наукові журнали, як The Lancet з медицини та Cell з біології, підручник з анатомії «Анатомія Грей».
Водночас є думка, що Elsevier діє проти проєкту «Відкрита наука» (Open Science), розробленого в Євросоюзі.

## Критика
У червні 2020 року МОН, проводячи моніторинг видань з окупованих територій, скасувало передплату для всіх університетів через невдалі переговори щодо наявності в індексі журналів, які видаються на окупованих Росією територіях України та самоідентифікуються як російські.